# Precenicco
Precenicco (friuli nyelven Prissinins) település Olaszországban, Friuli-Venezia Giulia régióban, Udine megyében. Lakosainak száma 1430 fő (2023. január 1.). Precenicco Marano Lagunare, Palazzolo dello Stella és Latisana községekkel határos.

## Népesség
A település népességének változása:
| Lakosok száma | 1447 | 1450 | 1430 |
|               | 2017 | 2018 | 2023 |